# Ectatomma edentatum
Ectatomma edentatum es una especie de hormiga del género Ectatomma, familia Formicidae. Fue descrita científicamente por Roger en 1863.
Se distribuye por Argentina, Bolivia, Brasil, Colombia, Costa Rica, Ecuador, Guayana Francesa, Guayana, Panamá, Paraguay, Perú, Surinam, Uruguay y Venezuela. Se ha encontrado a elevaciones de hasta 764 metros. Habita en bosques húmedos y tropicales, en arroyos y pastizales.